# Leucótoe

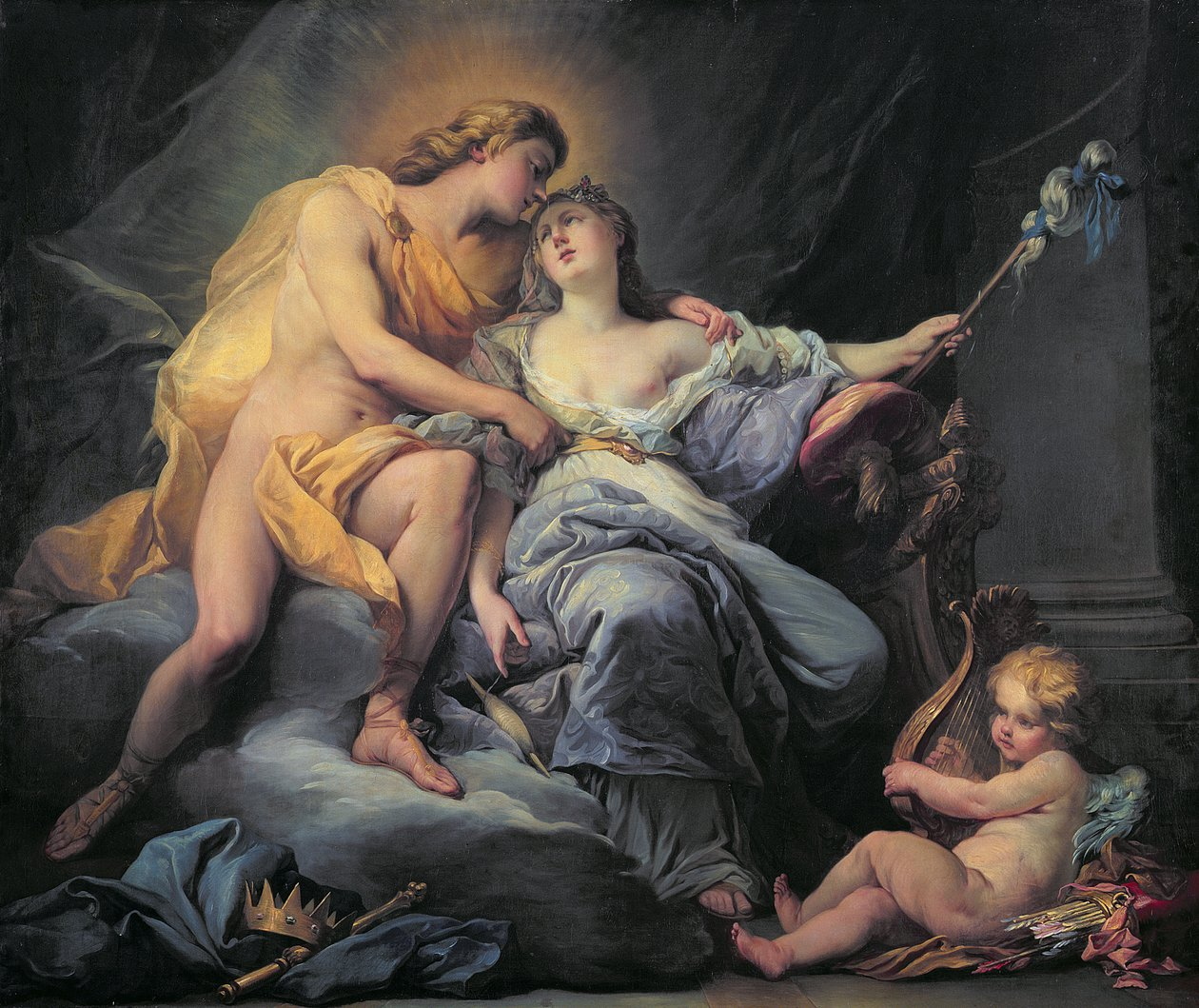
Apolo acariciando a la ninfa Leucotea.

En la mitología griega, Leucótoe (en griego Λευκοθόη, Leucothóe) era una ninfa, hija de Órcamo, rey de Persia, y fue contada como una las amantes de Helios, ya sea por amor, ya por una violación. La fuente más extensa de este episodio nos la proporciona Ovidio.  
Ovidio ubica el triángulo amoroso entre Leucótoe, Clitia y el Sol (Helios), a propósito del episodio de la infidelidad de Venus (Afrodita) con Marte (Ares); siendo esta denunciada por el Sol a Vulcano (Hefesto). Venus, en vengaza, hace que el Sol se enamore de Leucótoe. La muchacha había nacido de Eurínome, la mujer más hermosa del pueblo de los perfumes. Cuando Leucótoe hubo llegado a la doncellez había vencido a todas las mujeres en belleza. Aprovechando la noche, y dejando a sus caballos pastar, el Sol decide tomar la apariencia de Eurínome, y llegando hasta el tálamo, bajo la luz de una lámpara, despidió a la sirvientas. Una vez a solas el Sol reveló su verdadera identidad a Leucótoe y la muchacha, aterrorizada, fue violada por su amante, sin proferir queja alguna. A continuación Ovidio introduce a Clitia —el autor no especifica su identidad—,que sintiendo celos por su amante, delató a Leucótoe ante Órcamo. El rey, encolerizado por el supuesto adulterio, sentenció a Leucótoe, quien gritaba que había sido violada por el Sol. La enterró viva en un hoyo profundo y añadió encima una gran cantidad de arena. El Sol, al ver a su amante sepultada, intentó salvarla desenterrando su cuerpo, ahora exangüe, usando su calor. Como nada pudo hacer resolvió, entre quejas y lamentos, untar su cuerpo con un néctar oloroso y así la transformó en una vara de la planta del incienso.
Lactancio Plácido cita una versión similar a la ovidiana pero con una pequeña diferencia: no aclara si Clitia tenía noticia de la unión de Helios y Leucótoe, o de si el propio Helios era consciente de que Clitia había informado al rey. En otra versión se dice que, después de que Helios mantuviera ayuntamiento con Leucótoe, la muchacha que causó la perdición de la propia Leucótoe era identificada como su hermana, a quien el autor no cita por el nombre. Es esta versión el padre de Leucótoe se llamaba Orcómeno. Higino dice que el argonauta Tersanonte, natural de Andros, era hijo de Sol (Helios) y de Leucótoe, aunque no especifica que sea el mismo personaje antes citado.
Leucótoe es también el nombre de una nereida (según Higino), y una variante de Leucótea, con quien pueden confundirse la princesa Leucótoe y la nereida.

## Anotaciones
1. ↑  Ovidio dice que Leucótoe era una ninfa (X, 242)
2. 1 2  Paradoxógrafo anónimo, p. 222 (citado en Robin Hard: The Routledge Handbook of Greek Mythology: Based on H.J. Rose's "Handbook of Greek Mythology", p. 45).
3. 1 2  Ovidio: Las metamorfosis, IV, 167 - 270
4. ↑  Ovidio no da muchos detalles acerca de quién era Clitia. No sabemos si era una ninfa o una mortal, ni quiénes eran sus padres.
5. ↑  Lactancio Plácido, Argumenta 4, 5
6. ↑  Higino: Fábulas XIV, 20
7. ↑  Higino: Fábulas, prefacio